# Peugeot 607
O Peugeot 607 é um modelo de porte grande produzido pela Peugeot entre setembro de 1999 e junho de 2010. Foi o sucessor do Peugeot 605, sendo montado até 2009 em Sochaux, na França, quando a produção foi transferida para Rennes.

## Principais equipamentos
- ESP - Electronic Stability Program

- ABS com repartidor electrónico de travagem

- Airbags frontais adaptativos

- Airbags laterais à frente e atrás + airbags tipo cortina

- Alarme volumétrico e perimétrico + supertrancamento

- Anti-arranque electrónico

- Sensor de baixa pressão dos pneus ou furo

- Regulador e limitador de velocidade

- Sistema de ajuda ao estacionamento, atrás

- Acendimento automático dos faróis (médios)

- Faróis de Xénonio, com correcção automática da altura e lava-faróis

- Retrovisores exteriores rebatíveis electricamente com memórias

- Ar condicionado automático com regulação independente esquerda/direita

- Hi-Fi JBL: amplificador com 240 Watts, 8 canais, equalizador e 12 altifalantes

- Sistema de navegação com ecrã a cores 16/9

## Segurança
| Resultados no Euro NCAP (2002) |               |
| Ocupantes adultos:             | Pontuação: 26 |
| Pedestres:                     | Pontuação: 3  |